# 蒂代勒
蒂代勒（法語：Tudelle，法語發音：[tydɛl]）是法国热尔省的一个市镇，属于欧什区。

## 地理
蒂代勒（43°40'45"N, 0°17'21"E）面积5.16 平方千米，位于法国奧克西塔尼大區热尔省，该省份为法国西南部内陆省份，北起顺时针与洛特-加龙省、塔恩-加龙省、上加龙省、上比利牛斯省、大西洋比利牛斯省和朗德省接壤。
与蒂代勒接壤的市镇（或旧市镇、城区）包括：巴济扬、贝尔蒙、卡佐当格莱斯、罗克布吕讷。

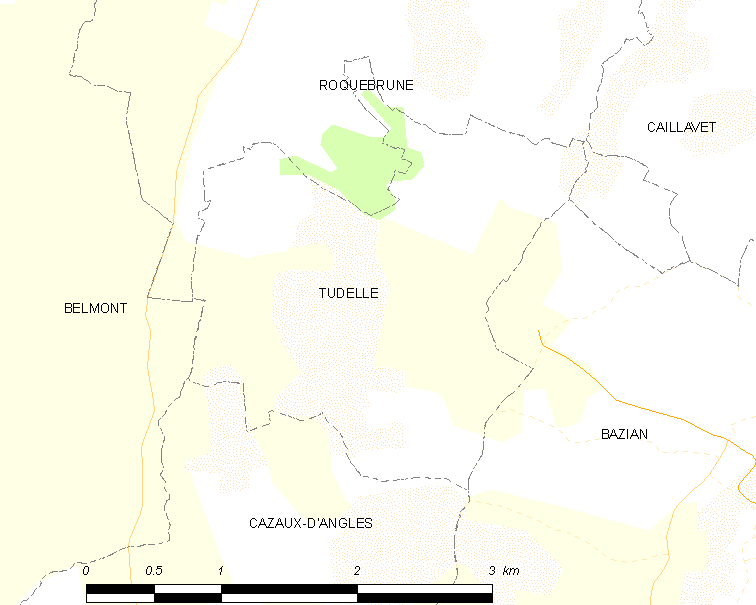
蒂代勒的OSM定位图

蒂代勒的时区为UTC+01:00、UTC+02:00（夏令时）。

## 行政
蒂代勒的邮政编码为32190，INSEE市镇编码为32456。

## 政治
蒂代勒所属的省级选区为弗藏萨克县。

## 人口

1962-2008年间蒂代勒人口变化图示

蒂代勒于2022年1月1日时的人口数量为56人。